# Cizara sculpta
Cizara sculpta is een vlinder uit de familie van de pijlstaarten (Sphingidae). De wetenschappelijke naam van de soort werd in 1874 gepubliceerd door Rudolf Felder.